# Michal Mindoš
Michal Mindoš (28. února 1934 – 9. září 1995) byl slovenský a československý politik Komunistické strany Slovenska ukrajinské respektive rusínské národnosti, poslanec Slovenské národní rady a Sněmovny národů Federálního shromáždění za normalizace.

## Biografie
Po provedení federalizace Československa usedl do Sněmovny národů Federálního shromáždění. Do federálního parlamentu ho nominovala Slovenská národní rada, kde rovněž zasedal. Mandát ve FS obhájil ve volbách roku 1971 (volební obvod Východoslovenský kraj) a ve federálním parlamentu setrval až do konce funkčního období, tedy do voleb roku 1976.